# قلبي (أغنية)
قلبي (بالعبرية: גלבי) قصيدة عربية ألفها الحاخام اليمني سالم الشبزي غنتها لاحقا المغنية عوفرة حازة وغيرها. الأغنية صدرت عام 1988 ضمن ألبوم شاداي.

## تاريخ
تم تسجيل الأغنية مع إم نينآلو في الأصل لألبوم 1984 الأغاني اليمنية (المعروف أيضًا باسم خمسون بوابة للحكمة)، والذي يحتوي على نسخ حديثة من الأغاني اليهودية اليمنية التقليدية، تم تسجيلها باستخدام آلات الطبول وأجهزة المزج ولكن مع الترتيبات والأدوات التقليدية نسبيًا، بما في ذلك الأوتار وآلات النفخ الخشبية والنحاسية، بالإضافة إلى الآلات الإيقاعية المميزة مثل القصدير اليمني والتمبالا.

## الاستقبال
كتب داني كيلي من NME، "... وهذه المتابعة [لـ "إم نينآلو"] ليست مخيبة للآمال. والسبب في أنها ليست مخيبة للآمال هو أنها نفس النغمة اللعينة مع بعض الكلمات الإنجليزية التي تزيد من نحيب حازة المعتاد المسجل ببراءة اختراع، حتى بدون وسائل الراحة التي يوفرها صندوق من الجعة وقميص مليء بالشيش، ما زلت أحبها."